# Germandösundet
Germandösundet är en sjö i Luleå kommun i Norrbotten och ingår i Insjöar i Luleälven-Alåns kustområde. Sjön har en area på 0,219 kvadratkilometer och ligger 0 meter över havet.

## Delavrinningsområde
Germandösundet ingår i det delavrinningsområde (727592-179622) som SMHI kallar för Rinner till Germandöfjärden. Medelhöjden är 4 meter över havet och ytan är 7,58 kvadratkilometer. Det finns inga avrinningsområden uppströms utan avrinningsområdet är högsta punkten. Avrinningsområdets utflöde mynnar i havet, utan att ha någon enskild mynningsplats.